# Kamýk (letohrádek)
Kamýk je zřícenina letohrádku na okraji Oseku v okrese Rokycany. Postaven byl nejspíše v první polovině osmnáctého století jako součást krajinářského parku oseckého zámku. Spolu s pozůstatky parku a židovským hřbitovem je chráněn jako kulturní památka ČR.

## Historie
Stavitel letohrádku není znám. Podle rozboru stavebních detailů budova vznikla zřejmě z období 1720–1740, a jeho staviteli tak byli nejspíše Nosticové, kterým patřil osecký zámek. Pravděpodobným architektem byl plzeňský Jakub Auguston. V roce 1698 zámek získal Ferdinand Leopold Nostic, po kterém panství převzal syn Václav. Václav se ovšem velmi zadlužil, a věřitelé statek roku 1734 prodali Šternberkům, za nichž je vybudování letohrádku méně pravděpodobné (podle Miloslava Bělohlávka Šternberkové Osek koupili až v roce 1758). V roce 1774 panství koupila dvorská komora a nevyužívaný letohrádek začal chátrat. V roce 1839 už byl zříceninou.

## Stavební podoba
Z původní obdélné přízemní stavby s rozměry 14 × 10 metrů se dochovaly obě podélné zdi, z nichž v každé se nachází čtyři okna. Budova měla zaoblená nároží, fasády členěné lizénami a stěny zakončené korunní římsou. Okna byla ozdobená složitými omítkovými ornamenty a festony v suprafenestrách.